# Lista de episódios de Grey's Anatomy (temporadas 16–presente)
Grey's Anatomy é uma série de televisão americana de drama médico que estreou na American Broadcasting Company (ABC) como uma substituição no meio da temporada em 27 de março de 2005. A série enfoca a vida fictícia de residentes e internos cirúrgicos enquanto eles evoluem para médicos experientes enquanto tentam manter vidas pessoais. A premissa do programa se originou com Shonda Rhimes, que atua como produtora executiva, juntamente com Betsy Beers, Mark Gordon, Krista Vernoff, Rob Corn, Mark Wilding e Allan Heinberg. A série foi criada para ser racialmente diversa, utilizando uma técnica de escolha de livre elenco. É filmado principalmente em Los Angeles. O título do programa é uma brincadeira com Gray's Anatomy, o livro clássico de anatomia humana.
Os episódios são transmitidos nas noites de quinta-feira desde a terceira temporada. As duas primeiras temporadas foram ao ar depois de Desperate Housewives no horário de domingo às 22:00. Todos os episódios têm aproximadamente quarenta e três minutos, excluindo os comerciais, e são transmitidos em alta definição e standard.
Grey's Anatomy estava entre os dez programas de maior audiência nos Estados Unidos, da primeira à quarta temporada. Os episódios do programa ganharam vários prêmios, incluindo um Globo de Ouro de melhor série dramática, um People's Choice Award de drama de TV favorito, e múltiplos NAACP Image Awards de Melhor Série Dramática. Desde sua estreia, a Buena Vista Home Entertainment distribui todas as temporadas em DVD. Houve vários episódios especiais recapitulando eventos de episódios anteriores e duas séries de webisódios.
Em 20 de abril de 2018, a ABC renovou oficialmente Grey's Anatomy para uma décima quinta temporada, tornando-se o drama mais antigo de todos os tempos da rede. Em 10 de maio de 2019, a ABC renovou o programa para uma décima sexta e décima sétima temporada.
Em 3 de junho de 2021, 380 episódios de Grey's Anatomy foram ao ar, incluindo cinco especiais.

## Resumo
| Temporada | Temporada | Episódios | Episódios | Originalmente exibido  | Originalmente exibido |
| Temporada | Temporada | Episódios | Episódios | Estreia da temporada   | Final da temporada    |
| --------- | --------- | --------- | --------- | ---------------------- | --------------------- |
|           | 1         | 9         | 9         | 27 de março de 2005    | 22 de maio de 2005    |
|           | 2         | 27        | 27        | 25 de setembro de 2005 | 15 de maio de 2006    |
|           | 3         | 25        | 25        | 21 de setembro de 2006 | 17 de maio de 2007    |
|           | 4         | 17        | 17        | 27 de setembro de 2007 | 22 de maio de 2008    |
|           | 5         | 24        | 24        | 25 de setembro de 2008 | 14 de maio de 2009    |
|           | 6         | 24        | 24        | 24 de setembro de 2009 | 20 de maio de 2010    |
|           | 7         | 22        | 22        | 23 de setembro de 2010 | 19 de maio de 2011    |
|           | 8         | 24        | 24        | 22 de setembro de 2011 | 17 de maio de 2012    |
|           | 9         | 24        | 24        | 27 de setembro de 2012 | 16 de maio de 2013    |
|           | 10        | 24        | 24        | 26 de setembro de 2013 | 15 de maio de 2014    |
|           | 11        | 25        | 25        | 25 de setembro de 2014 | 14 de maio de 2015    |
|           | 12        | 24        | 24        | 24 de setembro de 2015 | 19 de maio de 2016    |
|           | 13        | 24        | 24        | 22 de setembro de 2016 | 18 de maio de 2017    |
|           | 14        | 24        | 24        | 28 de setembro de 2017 | 17 de maio de 2018    |
|           | 15        | 25        | 25        | 27 de setembro de 2018 | 16 de maio de 2019    |
|           | 16        | 21        | 21        | 26 de setembro de 2019 | 9 de abril de 2020    |
|           | 17        | 17        | 17        | 12 de novembro de 2020 | 3 de junho de 2021    |
|           | 18        | 20        | 20        | 30 de setembro de 2021 | 26 de maio de 2022    |
|           | 19        | 20        | 20        | 6 de outubro de 2022   | 18 de maio de 2023    |
|           | 20        | 10        | 10        | 14 de março de 2024    | 30 de maio de 2024    |
|           | 21        | 18        | 18        | 26 de setembro de 2024 | 2025                  |

## Episódios

### 16ª Temporada (2019-20)
| N.º na série | N.º na temp. | Título                         | Dirigido por        | Escrito por                   | Exibição original       | Audiência (milhões) |
| ------------ | ------------ | ------------------------------ | ------------------- | ----------------------------- | ----------------------- | ------------------- |
| 343          | 1            | "Nothing Left to Cling To"     | Debbie Allen        | Krista Vernoff                | 26 de setembro de 2019  | 6.51                |
| 344          | 2            | "Back in the Saddle"           | Kevin McKidd        | Meg Marinis                   | 3 de outubro de 2019    | 6.08                |
| 345          | 3            | "Reunited"                     | Michael Medico      | Andy Reaser                   | 10 de outubro de 2019   | 6.09                |
| 346          | 4            | "It's Raining Men"             | Michael Watkins     | Mark Driscoll                 | 17 de outubro de 2019   | 5.75                |
| 347          | 5            | "Breathe Again"                | Chandra Wilson      | Elisabeth R. Finch            | 24 de outubro de 2019   | 6.10                |
| 348          | 6            | "Whistlin' Past the Graveyard" | Pete Chatmon        | Julie Wong                    | 31 de outubro de 2019   | 5.66                |
| 349          | 7            | "Papa Don't Preach"            | Daniel Willis       | Jalysa Conway                 | 7 de novembro de 2019   | 6.16                |
| 350          | 8            | "My Shot"                      | Debbie Allen        | Meg Marinis                   | 14 de novembro de 2019  | 6.34                |
| 351          | 9            | "Let's All Go to the Bar"      | Kevin McKidd        | Kiley Donovan                 | 21 de novembro de 2019  | 6.40                |
| 352          | 10           | "Help Me Through the Night"    | Allison Liddi-Brown | Lynne E. Litt                 | 23 de janeiro de 2020   | 6.66                |
| 353          | 11           | "A Hard Pill to Swallow"       | Michael Medico      | Adrian Wenner                 | 30 de janeiro de 2020   | 5.56                |
| 354          | 12           | "The Last Supper"              | Nicole Rubio        | Jason Ganzel                  | 6 de fevereiro de 2020  | 5.47                |
| 355          | 13           | "Save the Last Dance for Me"   | Jesse Williams      | Tameson Duffy                 | 13 de fevereiro de 2020 | 5.58                |
| 356          | 14           | "A Diagnosis"                  | Greg Evans          | Julie Wong                    | 20 de fevereiro de 2020 | 5.99                |
| 357          | 15           | "Snowblind"                    | Linda Klein         | Meg Marinis                   | 27 de fevereiro de 2020 | 6.00                |
| 358          | 16           | "Leave a Light On"             | Debbie Allen        | Elizabeth Finch               | 5 de março de 2020      | 6.30                |
| 359          | 17           | "Life on Mars?"                | Michael Watkins     | Jase Miles-Perez              | 12 de março de 2020     | 6.27                |
| 360          | 18           | "Give a Little Bit"            | Kevin McKidd        | Zoanne Clack                  | 19 de março de 2020     | 7.04                |
| 361          | 19           | "Love of My Life"              | Allison Liddi-Brown | Kiley Donovan & Andy Reaser   | 26 de março de 2020     | 6.52                |
| 362          | 20           | "Sing It Again"                | Michael Watkins     | Jess Righthand                | 2 de abril de 2020      | 7.18                |
| 363          | 21           | "Put on a Happy Face"          | Deborah Pratt       | Mark Driscoll & Tameson Duffy | 9 de abril de 2020      | 7.33                |

### 17ª Temporada (2020-21)
| N.º na série | N.º na temp. | Título                               | Dirigido por       | Escrito por                        | Exibição original      | Audiência (milhões) |
| ------------ | ------------ | ------------------------------------ | ------------------ | ---------------------------------- | ---------------------- | ------------------- |
| 364          | 1            | "All Tomorrow's Parties"             | Debbie Allen       | Andy Reaser & Lynee E. Litt        | 12 de novembro de 2020 | 5.93                |
| 365          | 2            | "The Center Won't Hold"              | Debbie Allen       | Andy Reaser & Jase Miles-Perez     | 12 de novembro de 2020 | 5.93                |
| 366          | 3            | "My Happy Ending"                    | Kevin McKidd       | Meg Marinis                        | 19 de novembro de 2020 | 5.96                |
| 367          | 4            | "You'll Never Walk Alone"            | Alison Liddi-Brown | Julie Wong                         | 3 de dezembro de 2020  | 5.84                |
| 368          | 5            | "Fight the Power"                    | Michael Watkins    | Zoanne Clack                       | 10 de dezembro de 2020 | 5.69                |
| 369          | 6            | "No Time for Despair"                | Pete Chatmon       | Felicia Pride                      | 17 de dezembro de 2020 | 5.66                |
| 370          | 7            | "Helplessly Hoping"                  | Nicole Rubio       | Elisabeth R. Finch                 | 11 de março de 2021    | 5.11                |
| 371          | 8            | "It's All Too Much"                  | Debbie Allen       | Adrian Wenner                      | 18 de março de 2021    | 4.97                |
| 372          | 9            | "In My Life"                         | Kevin McKidd       | Tameson Duffy                      | 25 de março de 2021    | 4.99                |
| 373          | 10           | "Breathe"                            | Linda Klein        | Mark Driscoll                      | 1 de abril de 2021     | 4.55                |
| 374          | 11           | "Sorry Doesn't Always Make It Right" | Giacomo Gianniotti | Julie Wong                         | 8 de abril de 2021     | 4.83                |
| 375          | 12           | "Sign O' the Times"                  | Michael Medico     | Jase Miles-Perez                   | 15 de abril de 2021    | 4.98                |
| 376          | 13           | "Good as Hell"                       | Michael Watkins    | Zoanne Clack                       | 22 de abril de 2021    | 4.81                |
| 377          | 14           | "Look Up Child"                      | Debbie Allen       | Elisabeth R. Finch & Felicia Pride | 6 de maio de 2021      | 4.93                |
| 378          | 15           | "Tradition"                          | Kevin McKidd       | Jess Righthand                     | 20 de maio de 2021     | 4.58                |
| 379          | 16           | "I'm Still Standing"                 | Michael Watkins    | Meg Marinis & Andy Reaser          | 27 de maio de 2021     | 4.33                |
| 380          | 17           | "Someone Saved My Life Tonight"      | Kevin McKidd       | Andy Reaser & Meg Marinis          | 3 de junho de 2021     | 4.76                |

### 18ª Temporada (2021-22)
| N.º na série | N.º na temp. | Título                               | Dirigido por        | Escrito por                       | Exibição original       | Audiência (milhões) |
| ------------ | ------------ | ------------------------------------ | ------------------- | --------------------------------- | ----------------------- | ------------------- |
| 381          | 1            | "Here Comes The Sun"                 | Debbie Allen        | Meg Marinis                       | 30 de setembro de 2021  | 4.77                |
| 382          | 2            | "Some Kind of Tomorrow"              | Kevin McKidd        | Felicia Pride                     | 7 de outubro de 2021    | 4.04                |
| 383          | 3            | "Hotter Than Hell"                   | Chandra Wilson      | Jamie Denbo                       | 14 de outubro de 2021   | 4.05                |
| 384          | 4            | "With a Little Help From My Friends" | Michael Watkins     | Jess Righthand                    | 21 de outubro de 2021   | 3.91                |
| 385          | 5            | "Bottle Up and Explode!"             | Lindsay Cohen       | Kiley Donovan & Beto Skubs        | 11 de novembro de 2021  | 4.75                |
| 386          | 6            | "Everyday Is a Holiday (With You)"   | Tony Phelan         | Meg Marinis                       | 18 de novembro de 2021  | 4.18                |
| 387          | 7            | "Today Was a Fairytale"              | Debbie Allen        | Julie Wong                        | 9 de dezembro de 2021   | 3.65                |
| 388          | 8            | "It Came Upon a Midnight Clear"      | Michael Watkins     | Jase Miles-Perez                  | 16 de dezembro de 2021  | 4.20                |
| 389          | 9            | "No Time to Die"                     | Linda Klein         | Krista Vernoff                    | 24 de fevereiro de 2022 | 4.65                |
| 390          | 10           | "Living in a House Divided"          | Allison Liddi-Brown | Jamie Denbo                       | 3 de março de 2022      | 3.95                |
| 391          | 11           | "Legacy"                             | Kevin McKidd        | Mark Driscoll                     | 10 de março de 2022     | 3.87                |
| 392          | 12           | "The Makings of You"                 | Debbie Allen        | Felicia Pride                     | 17 de março de 2022     | 3.60                |
| 393          | 13           | "Put the Squeeze on Me"              | Allison Liddi-Brown | Julie Wong                        | 24 de março de 2022     | 4.24                |
| 394          | 14           | "Road Trippin'"                      | Linda Klein         | Beto Skubs                        | 31 de março de 2022     | 3.93                |
| 395          | 15           | "Put It to the Test"                 | Kevin McKidd        | Zoanne Clack                      | 7 de abril de 2022      | 4.21                |
| 396          | 16           | "Should I Stay or Should I Go"       | Michael Watkins     | Jase Miles-Perez & Jess Righthand | 5 de maio de 2022       | 3.90                |
| 397          | 17           | "I'll Cover You"                     | Debbie Allen        | Emily Culver & Kiley Donovan      | 12 de maio de 2022      | 3.60                |
| 398          | 18           | "Stronger Than Hate"                 | Chandra Wilson      | Julie Wong                        | 19 de maio de 2022      | 3.80                |
| 399          | 19           | "Out for Blood"                      | Kevin McKidd        | Meg Marinis                       | 26 de maio de 2022      | 4.19                |
| 400          | 20           | "You Are the Blood"                  | Debbie Allen        | Krista Vernoff                    | 26 de maio de 2022      | 4.19                |

### 19ª Temporada (2022-23)
| N.º na série | N.º na temp. | Título                                | Dirigido por         | Escrito por                  | Exibição original       | Audiência (milhões) |
| ------------ | ------------ | ------------------------------------- | -------------------- | ---------------------------- | ----------------------- | ------------------- |
| 401          | 1            | "Everything Has Changed"              | Debbie Allen         | Krista Vernoff               | 6 de outubro de 2022    | 3.80                |
| 402          | 2            | "Wasn't Expecting That"               | Pete Chatmon         | Meg Marinis                  | 13 de outubro de 2022   | 3.27                |
| 403          | 3            | "Let's Talk About Sex"                | Kevin McKidd         | Michelle Lirtzman            | 20 de outubro de 2022   | 3.58                |
| 404          | 4            | "Haunted"                             | Amyn Kaderali        | Jamie Denbo                  | 27 de outubro de 2022   | 3.48                |
| 405          | 5            | "When I Get to the Border"            | Jesse Williams       | Julie Wong                   | 3 de novembro de 2022   | 3.13                |
| 406          | 6            | "Thunderstruck"                       | Michael Watkins      | Jase Miles-Perez             | 10 de novembro de 2022  | 3.72                |
| 407          | 7            | "I'll Follow the Sun"                 | Debbie Allen         | Krista Vernoff               | 23 de fevereiro de 2023 | 3.60                |
| 408          | 8            | "All Star"                            | Allison Liddi-Brown  | Briana Belser                | 2 de março de 2023      | 3.08                |
| 409          | 9            | "Love Don't Cost a Thing"             | Kevin McKidd         | Jess Righthand               | 9 de março de 2023      | 3.18                |
| 410          | 10           | "Sisters Are Doin' It for Themselves" | Linda Klein          | Tameson Duffy                | 16 de março de 2023     | 3.46                |
| 411          | 11           | "Training Day"                        | Kim Raver            | Meg Marinis & Julie Wong     | 23 de março de 2023     | 3.36                |
| 412          | 12           | "Pick Yourself Up"                    | Kevin McKidd         | Scott D. Brown               | 30 de março de 2023     | 3.70                |
| 413          | 13           | "Cowgirls Don't Cry"                  | Chandra Wilson       | Mark Driscoll                | 6 de abril de 2023      | 3.31                |
| 414          | 14           | "Shadow of Your Love"                 | Allison Liddi-Brown  | Beto Skubs                   | 13 de abril de 2023     | 3.15                |
| 415          | 15           | "Mama Who Bore Me"                    | Linda Klein          | Alyssa Margarite Jacobson    | 13 de abril de 2023     | 3.15                |
| 416          | 16           | "Gunpowder and Lead"                  | Morenike Joela Evans | Michelle Lirtzman            | 20 de abril de 2023     | 3.35                |
| 417          | 17           | "Come Fly With Me"                    | Amyn Kaderali        | Kingsley Ume                 | 4 de maio de 2023       | 3.10                |
| 418          | 18           | "Ready to Run"                        | Allison Liddi-Brown  | Julie Wong                   | 11 de maio de 2023      | 2.99                |
| 419          | 19           | "Wedding Bell Blues"                  | Kevin McKidd         | Krista Vernoff & Meg Marinis | 18 de maio de 2023      | 3.02                |
| 420          | 20           | "Happily Ever After"                  | Debbie Allen         | Meg Marinis                  | 18 de maio de 2023      | 3.02                |

### 20ª Temporada (2024)
| N.º na série | N.º na temp. | Título | Dirigido por | Escrito por | Exibição original   | Audiência (milhões) |
| ------------ | ------------ | ------ | ------------ | ----------- | ------------------- | ------------------- |
| 421          | 1            | ASA    | ASA          | ASA         | 14 de março de 2024 | ASD                 |